# 異頭獸屬
異頭獸屬（學名：Anomocephalus）是一種已經滅絕的合弓類動物，是獸孔目異齒亞目的一屬。進階型二齒獸類僅保有兩顆長牙、或是沒有牙齒，頜部形成角質喙狀嘴，類似現代陸龜；而異頭獸仍保有較完整的牙齒，這顯示牠們是種原始異齒亞目動物。
在1999年，南非北開普省的卡魯盆地發現一些動物化石，這個地層相當古老，相當於2億6000萬年前的二疊紀，當時是河流、湖泊流經的乾旱地區，類似現今的納米比亞與波札那。這個地層顯示這群草食性動物起源於盤古大陸的南部，而不是北部。異頭獸跟巴西的Tiarajudens的近親。